# Andrés Mazali
Andrés Mazali Gini (ur. 22 lipca 1902 w Montevideo, zm. 30 października 1975) – urugwajski piłkarz, bramkarz. Dwukrotny złoty medalista olimpijski. Długoletni zawodnik Club Nacional de Football.
Piłkarzem Nacional był w latach 1919–1930 i rozegrał ponad 200 spotkań, kilkakrotnie był mistrzem kraju. W reprezentacji Urugwaju w latach 1924–1929 rozegrał 21 spotkań. Brał udział w igrzyskach olimpijskich w Paryżu, kiedy Urugwaj zdobył mistrzostwo olimpijskie. Cztery lata później ponownie sięgnął po złoty medal. Z reprezentacją brał udział w turniejach Copa América, triumfował w edycji z roku 1924. Znajdował się w szerokiej kadrze Urugwaju przed premierowymi mistrzostwami świata, jednak został z niej wyrzucony – z powodów dyscyplinarnych – tuż przed ich rozpoczęciem. W pierwszym składzie zagrał Enrique Ballesteros.